# Policlinico Umberto I
Il Policlinico Umberto I è un policlinico universitario situato nel quartiere Nomentano di Roma, sede delle facoltà di medicina e farmacia dell'Università degli Studi di Roma "La Sapienza".
È il più grande ospedale d'Europa per area occupata ed uno dei maggiori d'Italia per quanto riguarda la capienza, con un totale di circa 1 200 posti letto. È costituito da edifici «a padiglioni», dislocati su una superficie di 300.000 m² e distribuiti in 54 edifici, di cui 46 all'interno del grande recinto detto "quadrilatero" (delimitato da viale Regina Elena, viale dell’Università, viale del Policlinico e via Lancisi) e 8 all’esterno.
La struttura è amministrata dall'Azienda Ospedaliero-Universitaria Policlinico Umberto I (acronimo PUI) ed è sede di centri di riferimento per il trasporto neonatale, la fibrosi cistica, il trattamento dell'epilessia e della psoriasi, la valutazione dell'Alzheimer, la terapia del dolore, nonché per la cura di malattie ematologiche e rare.

## Storia
Dopo la presa di Roma nel 1870 e la proclamazione di quest'ultima a capitale del Regno d'Italia, emerse la necessità di dotare la città di un grande e moderno ospedale universitario; gli studenti universitari della Facoltà di Medicina erano infatti distribuiti tra vari ospedali romani tra cui Santo Spirito in Sassia, San Giacomo degli Incurabili, San Rocco, San Gallicano e Santa Maria della Consolazione. Principali promotori dell'iniziativa furono Guido Baccelli, medico, docente universitario presso La Sapienza nonché deputato del Regno dal 1874, e Francesco Durante, chirurgo e docente universitario della Sapienza. Nominato Ministro della pubblica istruzione nel 1881, Baccelli poté sponsorizzare la realizzazione del nuovo nosocomio ed istituì un'apposita commissione di illustri clinici per esaminare i vari aspetti della nuova costruzione.

Con la promulgazione della legge 14 maggio 1881 n. 209 sull'approvazione del concorso dello Stato nelle spese per lo sviluppo edilizio di Roma , il nuovo policlinico ricevette i primi fondi sebbene dovesse ancora essere individuato il sito per la sua costruzione. Il progetto fu affidato agli architetti Giulio Podesti (a cui subentrò poi il figlio Luigi) e Filippo Laccetti. La prima pietra del complesso, esteso su un'area di 160 000 metri quadrati (dei quali solo 40 000 coperti da edifici) isolata dal resto della città, fu posta il 19 gennaio 1888 alla presenza di re Umberto I di Savoia e della regina Margherita oltre che del Principe di Napoli Vittorio Emanuele e di numerosi ministri, parlamentari, professori e funzionari pubblici. Durante la cerimonia Baccelli apostrofò così i due sovrani: "A Voi dunque spetta o Sire, (…) porre la prima pietra di questo grande istituto, a Voi decorarlo del vostro nome, perché qui verranno i derelitti della fortuna, a sentire gli effetti benefici di quell'amplesso immortale che si daranno nel vostro nome augusto la Scienza e la Carità. (...) Mentre la pietra, spalmata di calce da Re Umberto, calava nella fossa preparata a custodirla (...) dalla circostante immensa folla, composta per la maggior parte di medici e di studenti universitari, si elevavano entusiastiche grida plaudenti alla nobile istituzione e bene auguranti al prospero suo avvenire". In risposta il re puntualizzò che "per quanto gratificante potesse essere quell’occasione, sarebbe stato per lui un giorno più felice quello in cui, completato l’edificio, vi avrebbe potuto visitare i malati". I lavori iniziarono infatti nel settembre 1889 e si protrassero per i successivi 12 anni, a causa soprattutto della carenza di fondi. Il policlinico fu inaugurato nel 1902 alla presenza del rettore della Sapienza Luigi Galassi e del re Vittorio Emanuele III, iniziando ad essere operativo nei primi mesi del 1903. Il complesso ultimato comprendeva sei padiglioni col palazzo dell'amministrazione, realizzati in uno stile monumentale neo-rinascimentale, oltre che bagni, cucine, una cappella, un locale caldaie ed una ciminiera.

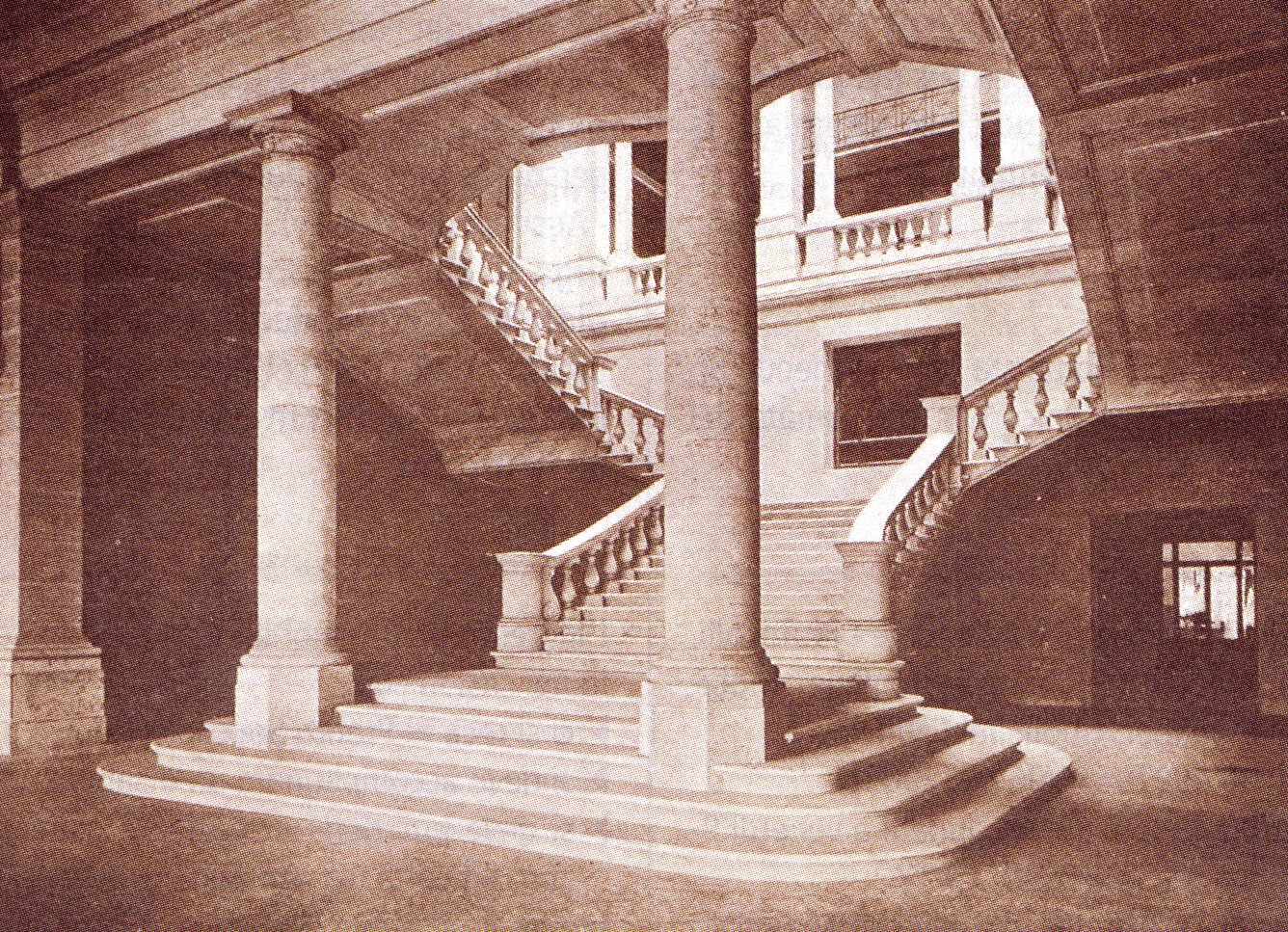
L'atrio del palazzo dell'amministrazione nel 1902.

Contestualmente, sempre su iniziativa di Baccelli, nacque un giornale di medicina denominato, per l'appunto, Il Policlinico, il cui primo numero uscì il 15 dicembre 1893.
A partire dal 1917 Vittorio Ascoli, succeduto a Baccelli nell'insegnamento di clinica medica, si adoperò per la riorganizzazione del policlinico con l'inserimento di numerosi ambulatori e laboratori oltre che attraverso l'istituzione di un reparto di isolamento, di una scuola per infermiere e della biblioteca medica, inaugurata nel 1925.
Nel 2009 il complesso ospedaliero è stato consegnato dall'Agenzia del Demanio alla Sapienza, che l'ha a sua volta devoluto all'Azienda Ospedaliero-Universitaria Policlinico Umberto I.
Dal 1º gennaio 2016 il policlinico ha inglobato l'ospedale odontoiatrico George Eastman, come disposto il 15 dicembre 2015 dalla Regione Lazio.
Nel 2024 il Presidente della Giunta regionale del Lazio Francesco Rocca ha annunciato l'intenzione di trasferire il policlinico nel quartiere di Pietralata entro il 2028, affermando che la struttura "lì non può più stare".

## Descrizione
Il nosocomio si estende su un'ampia area che include 48 edifici all'interno del perimetro quadrato originario, pari a due chilometri, a cui si aggiungono otto strutture esterne.

## Organizzazione

### Clinica medica e chirurgica

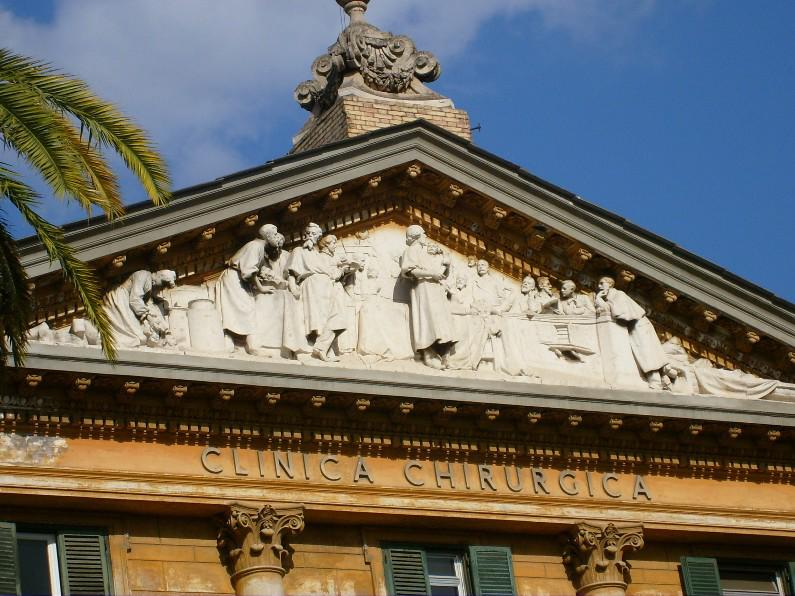
Clinica chirurgica

Sul finire dell’Ottocento le Cattedre di Clinica Medica e di Clinica Chirurgica della Sapienza sono dirette da due personalità di grande rilievo accademico: Guido Baccelli e Francesco Durante, quest’ultimo già Presidente della neo costituita Società Italiana di Chirurgia. Sotto la loro influenza si realizza la progettazione e la costruzione del nuovo Policlinico Universitario Umberto I dove la Clinica Chirurgica vi si trasferisce nel 1904. La Clinica Chirurgica del Policlinico consta di ampi reparti di degenza, sale operatorie e laboratori di ricerca, nel sotterraneo dell’edificio trova sede un’officina per la costruzione di strumenti chirurgici dove fu realizzata la famosa ‘pinza di Durante’.
La struttura rappresentava quanto di più moderno ed efficiente si potesse trovare in quel periodo. In essa Francesco Durante realizza la più importante scuola Chirurgica Italiana del primo Novecento. Nel 1919, Durante lascia la direzione della Clinica al suo allievo Roberto Alessandri, laureato presso l’università di Roma che diviene professore d’Ortopedia e di Patologia Chirurgica dell’istituto universitario, e fu anche primario chirurgo dei nuovi padiglioni ospedalieri del Policlinico. Rilevanti sono stati i suoi studi sulla chirurgia urologica. Allievo di Alessandri fu Pietro Valdoni che gli successe alla direzione della Clinica Chirurgica della Sapienza. Valdoni fu un chirurgo noto per la sua abilità tecnica: nel 1935 con l’aiuto di Alessandri, esegue per la prima volta al mondo un eccezionale intervento di embolectomia dell’arteria polmonare con guarigione del paziente. Nel 1948 Palmiro Togliatti, Segretario Generale del Partito Comunista Italiano, subisce un attentato e viene colpito da un proiettile al polmone. Il politico viene prontamente condotto al Policlinico Umberto I dove il Prof. Valdoni esegue una toracotomia con estrazione del proiettile e sutura del polmone. Togliatti guarisce in maniera eccellente e la figura di Valdoni spicca a livello accademico e medico. Dotato di notevole carisma, Valdoni riesce presto a portare nella Scuola romana i più brillanti giovani chirurghi da tutta Italia; avvia uno dei suoi più brillanti allievi, Piero Mazzoni, verso l’anestesiologia e la rianimazione, creando la scuola di specializzazione in questa disciplina e affidando a se stesso la direzione della cattedra. Ai tempi di Valdoni l’istituto di Clinica Chirurgica era rimasto più o meno nelle condizioni nelle quali l’aveva creato Durante, inadeguato per il livello di Chirurgia praticata da Valdoni e per il numero di pazienti che si presentavano al Policlinico. Negli anni 50 del Novecento iniziano i lavori del nuovo edificio nello spazio retrostante il vecchio edificio su via Baglivi. La Clinica entra in funzione alla fine degli anni 60 e diviene ben presto un modello d’eccellenza. Valdoni comprende il ruolo che le moderne tecnologie diagnostiche stanno assumendo in quegli anni e realizza all'interno dell’istituto una moderna radiologia con tre sezioni diagnostiche di cui una angiografica. Nella clinica viene creato un servizio di medicina nucleare, un servizio d’istopatologia e uno di endoscopia; è all'interno dell’ospedale che uno degli allievi di Valdoni, Luciano Provenzale, eseguì la prima colonscopia. Si procede poi a rimodernare il vecchio edificio dotandolo di 3 sale operatorie e di un moderno laboratorio di diagnostica cardiovascolare diretto da Attilio Reale, allievo di Valdoni e successivamente ordinario di cardiologia nell'Università ‘la Sapienza’. In questo nuovo ambiente scientifico romano, si formarono centinaia di chirurghi. Nel 1970 la grande Clinica Chirurgica creata da Valdoni che contava circa 400 posti letto, dà vita a diversi istituti autonomi diretti dai suoi allievi.

### Clinica di medicina interna
Dall'inaugurazione del Policlinico Umberto I gli Istituti di Clinica Medica, di Patologia Medica e di Malattie Infettive, alla pari degli altri Istituti inclusi nell'Ospedale, appartenenti alla Università di Roma “Studium Urbis”, poi denominata con il titolo originale “La Sapienza”, hanno subito profonde modificazioni di struttura e di funzione, nonché cambiamenti di denominazione a seguito delle vicende in cui è stata coinvolta la Facoltà di Medicina in tutta Italia, come pure a seguito dei necessari adattamenti alla crescente popolazione studentesca ed all'ampliamento degli orizzonti culturali e scientifici.
Dando uno sguardo complessivo alla storia del Policlinico ed alle principali aree culturali che lo hanno qualificato, si può affermare che, le grandi scuole che si sono succedute negli anni in medicina interna e che hanno dato luogo a ricerche di eccellenza, riscuotendo in tal modo stima e riconoscimenti in tutta Italia ed all’estero, sono state la scuola di Cesare Frugoni, quella di Luigi Condorelli, quella di Cataldo Cassano e quella di Giuseppe Giunchi. La scuola di Frugoni si è distinta principalmente per l’impronta immunologica ed allergologica. Merito di quest’ultimo è stato di aver creato una scuola di clinici di rilievo, che hanno apportato numerosi contributi in vari settori della medicina interna. Molti degli allievi sono andati ad occupare cattedre in Università italiane e straniere. Frugoni è stato Presidente dell’Accademia Medica e della Società Italiana di Medicina Interna. Nel 1951 a Cesare Frugoni è subentrato Giovanni Di Guglielmo, Clinico Medico di Napoli e principale epigone della Scuola ematologica di Ferrata e Micheli. A merito scientifico di Di Guglielmo vanno annoverati l’inquadramento delle malattie mieloproliferative ed il riconoscimento della patologia eritremica.
Dopo Di Guglielmo, nel 1956 è stato chiamato a dirigere la Cattedra di Clinica Medica Luigi Condorelli, già Patologo Medico nella Università romana. Condorelli si era perfezionato a Vienna negli Istituti di Sternberg e Wenckebach ed era stato al seguito a Roma e a Napoli. La sua attività scientifica si è concentrata con speciale predilezione sulla fisiopatologia e clinica della malattie del cuore e della circolazione. Particolarmente interessanti sono stati gli studi sul circolo coronarico e l’individuazione elettrocardiografica delle zone miocardiche. Di suggestivo valore sono state la messa a punto della tecnica del pneumomediastino ed il riconoscimento della sindrome clinica dell’“accretio” pericardico. Di uguale importanza sono stati riconosciuti gli studi sulla regolazione pressoria del circolo polmonare e sull'azione farmacologica dell’acido nicotinico. Condorelli è stato fra i primi in Italia a praticare il cateterismo cardiaco, l’ago-biopsia epatica e quella polmonare.

### Clinica delle malattie tropicali e subtropicali
L’origine della disciplina viene riconosciuta a partire dalla seconda metà del secolo XIX e l’inizio del XX secolo, durante cui si assiste alla massima espansione coloniale delle potenze europee; un processo cui l’Italia partecipa stabilendo la propria egemonia sull'Eritrea, sulla Somalia centrale e meridionale e, successivamente, sulla Libia. Con questa fase storica coincide una sempre maggiore attenzione per quelle patologie esotiche indicate con i termini di “Malattie Tropicali”, “Malattie Coloniali”, “Malattie dei Paesi Caldi”. Queste erano fonte di notevole preoccupazione negli occupanti, non tanto verso le popolazioni autoctone, quanto, invece, per la salute dei militari, dei funzionari civili e degli altri espatriati residenti nei paesi assoggettati e, inoltre, per il timore di importare le forme trasmissibili sul territorio metropolitano; problema assai ampio ed articolato nei suoi complessi aspetti diagnostici, curativi e preventivi in quanto, come sosteneva Aldo Castellani, “la medicina tropicale comprende lo studio di tutte quelle malattie che occorrono comunemente nei climi tropicali: se si intendessero quelle limitate nella loro estensione geografica, non vi sarebbero ragioni di fare assurgere la medicina tropicale ad una branca specialistica della scienza medica. Tenuto conto dell’effetto potenziante svolto sulla morbosità dal drammatico stato di povertà delle zone depresse, ne deriva che gli argomenti oggetto della “Medicina Tropicale” possano trovare punti di contatto con le basi teoriche e gli sviluppi pratici della “Medicina di Comunità” e della “Medicina Internazionale”; con la Medicina di Comunità in quanto propone sotto l’aspetto metodologico: la globalizzazione dell’intervento, la definizione dei bisogni sanitari effettivi e preminenti, il privilegio delle attività sanitarie di tipo ambientale e collettivo, la promozione della partecipazione attiva degli utenti, l’adozione di sistemi di lavoro di gruppo da parte degli operatori. Tuttavia bisogna attendere il 1931 per vedere istituita, con provvedimento legislativo, presso la Facoltà di Medicina e Chirurgia di Roma, una “nuova” Clinica per l’insegnamento delle Malattie Tropicali e Subtropicali e l’omonimo Istituto di ricerca, ricovero e cura.
Come figura emergente si cita Aldo Castellani, il quale fu nominato “stabile” (ordinario di I fascia), della Clinica delle Malattie Tropicali e Subtropicali, a decorrere dal 1º febbraio 1931. Castellani era conosciuto in tutto il mondo per i suoi studi in dermatologia, per le sue ricerche microbiologiche e parassitologiche, per la realizzazione dei vaccini polivalenti. Alla fama scientifica si accompagnava una grande professionalità ed una notevole capacità didattica, poiché era stato docente dal 1903 al 1914 a Ceylon presso il Collegio Medico della capitale Colombo; dal 1919 al 1926 alla London School of Hygiene and Tropical Medicine; dal 1926 al 1931 alla Tulane Medical School di New Orleans, con titoli equivalenti a quello italiano di “Professore Stabile”. Castellani ricopriva, inoltre, incarichi prestigiosi che non volle abbandonare per dedicarsi esclusivamente all’insegnamento in Italia; accettò, quindi, la nomina presso il policlinico solo dopo un decreto legge che lo assicurava di poter mantenere l’attività anche all’estero, ottenendo la certezza di contenere le lezioni all’Università di Roma nel trimestre aprile-giugno. Spinto, pertanto, dall’esigenza di rendere operativa la struttura e consapevole di non assicurare la sua presenza in modo continuativo, Castellani, dai primi mesi del suo incarico, operò al fine di ottenere la nomina del personale occorrente per il funzionamento della Clinica da lui diretta. 

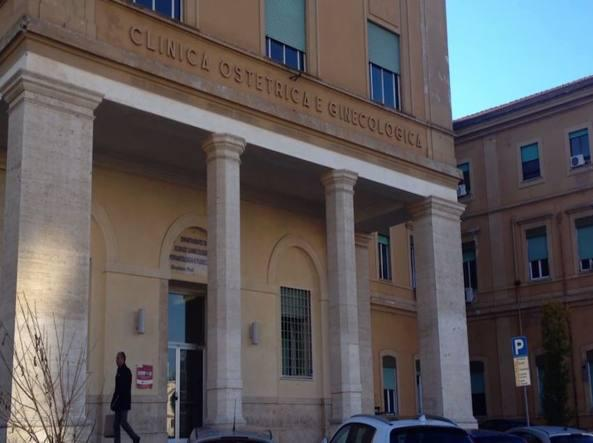
Clinica ostetrica e ginecologica

### Clinica di ginecologia ed ostetricia
La scuola di Perfezionamento di Ostetricia e Ginecologia fu istituita nel 1906 ed iniziò a funzionare nell’anno 1907-1908 grazie ad Ernesto Pestalozza. La scuola aveva carattere eminentemente pratico e durava un anno; essa riuscì a formare centinaia di allievi, molti dei quali si inserirono come docenti in altre Università e nelle scuole per Ostetriche, altri invece furono assorbiti nelle strutture sanitarie e di ricerca scientifica che la Società, sempre più articolata. Ernesto Pestalozza, nato a Milano nel 1860, diede all’insegnamento e alla ricerca un indirizzo fisio-patologico, cercando di interpretare i ritmi biologici nella evoluzione della gravidanza. Si dedicò, in particolare, agli studi dell’anatomia dell’utero in gravidanza e durante il parto, contribuendo ai progressi della tecnica chirurgica, soprattutto per le correzioni degli spostamenti di posizione dell’utero e per il prolasso. Pestalozza era contrario alla limitazione delle nascite, alla sterilizzazione coattiva, agli interventi inutilmente demolitori e fu uno degli ispiratori dell'Opera Nazionale Maternità e Infanzia, creata nel 1927, alla cui organizzazione diede un contributo basilare. Sempre in quell’anno la Clinica Ostetrica del Policlinico Umberto I venne ampliata e la sua ricettività portata a 100 letti. I suoi laboratori furono ristrutturati e dotati di moderne apparecchiature per ricerche sierologiche e chimiche. Inoltre furono istituiti reparti radioterapici all’avanguardia per quei tempi e fu migliorato l’isolamento delle pazienti infette. Alle dipendenze della Clinica furono create due Guardie Ostetriche permanenti, una presso la Clinica Ostetrica del Policlinico Umberto I e l’altra nel centro storico di Roma nel quartiere Trastevere presso la Maternità Savetti rimasta attiva fino agli inizi degli anni ’60.
In seguito alla morte di Pestalozza, fu chiamato alla sua sostituzione Luigi Cattaneo, il quale, giunto alla Cattedra di Roma nel 1945, si rese subito conto della necessità di colmare i vuoti lasciati dalla guerra, riallacciare i rapporti culturali con altri Paesi e prepararsi ad affrontare un prevedibile periodo di sviluppo demografico. Nella ricerca scientifica, il timore di restare indietro spinse Cattaneo ad accelerare i tempi e, in alcuni casi, a porsi all’avanguardia.
Le sue ricerche, modificando acquisizioni già date per certe, apportarono un reale contributo alla conoscenza della fisiologia fetale e lo collocano tra gli antesignani della moderna medicina fetale. Fu un convinto sostenitore del parto naturale, promuovendo un uso limitato del forcipe e criticando l'eccessivo ricorso al taglio cesareo. Introdusse in Italia il parto pilotato ed istituì corsi di psicoprofilassi, propagandandoli sia tra gli ostetrici che direttamente tra le partorienti. Richiamò per primo l’attenzione sulla necessità di controlli urologici in ginecologia, illustrando le sindromi urologiche di interesse ginecologico e insistendo sulla distinzione tra sintomi urologici e sintomi ginecologici. Nella lotta contro il cancro dell’apparato genitale femminile fu un caposcuola ed organizzò centri di diagnosi precoce, precorrendo anche in questo i tempi. Egli diede un reale contributo alla ginecologia operativa e nella cura del carcinoma cervicale fu sostenitore di un intervento chirurgico totale, contro il parere di quelli che, almeno per un certo periodo, preferirono il trattamento radiante.
La sala operatoria di Cattaneo era frequentata oltre che dagli assistenti e dagli studenti anche da chirurghi provenienti da tutta Italia e dall’estero, così anche le sue lezioni erano sempre affollatissime di studenti e specialisti che, oltre alla chiarezza dell’esposizione, apprezzavano l’originalità delle sue ricerche.

### Clinica delle malattie nervose e mentali

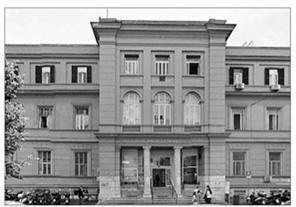
Clinica psichiatrica

L’insegnamento della Psichiatria all’Università “La Sapienza” inizia nel 1871 con il nome di “Corso clinico delle malattie mentali”, una cattedra ben distinta da quella delle Malattie Nervose. I due insegnamenti vennero fusi fra loro solo nel 1920 e rimarranno tali fino al 1950, anno in cui i due insegnamenti vennero nuovamente resi autonomi.
Originariamente l’insegnamento si teneva presso il manicomio Santa Maria della Pietà il cui direttore fu Giuseppe Girolami che diventò il primo docente della scuola psichiatrica romana. Diomede Panteleoni in un rapporto amministrativo del 1871 scrisse: "Sono riuscito ad ottenere dalla Pubblica Istruzione che un insegnamento di Psichiatria sia stabilito nella Romana Università; ed essendo ugualmente utile all’insegnamento ed alla condotta del luogo pio che la scelta cada sulla stessa persona, come ordinariamente avviene, ho potuto ottenere che il Direttore del Manicomio sia a quell’insegnamento prescelto"
Girolami tenne la cattedra dal 1871 al 1875, anno in cui dovette rinunciare all’insegnamento a causa di una malattia. Fu da sempre molto vicino alle ideologie di Guislain a cui dedica un trattato intitolato "Sulla pazzia. Studi psicologici e patologi", dove traspare l’atteggiamento critico di Girolami sul sistema psichiatrico del tempo, che cercava di ‘contenere’ il comportamento dei pazienti piuttosto che cercare un trattamento adeguato per la loro salute psico-fisica.
Girolami riteneva che la causa della maggior parte delle malattie mentali potesse essere causata dal trauma di un evento passato perciò fu sempre attento all’aspetto morale tanto che viene annoverato fra i cosiddetti ‘psichiatri spiritualisti’; portò le sue ideologie al corso di Malattie Mentali dell’Università pur valorizzando lo studio anatomo-patologico ed istologico del sistema nervoso.
La cattedra di psichiatria restò vacante sino al 1881, anno in cui si insediò Alessandro Solivetti, medico del Manicomio che rese possibile la creazione di due sale di Psichiatria per l’osservazione e la cura dei pazienti. Le sale rimasero attive anche dopo la rinuncia di Solivetti alla cattedra, prontamente sostituito dal direttore del manicomio Clodomiro Bonifigli.
Nel 1895 venne incaricato Ezio Sciamanna alla direzione della Clinica Psichiatrica, già direttore di Neuropatologia (prima cattedra di questa disciplina in Italia), fu sua l’idea di trasferire la Clinica in una struttura annessa al manicomio, progetto perseguito dal suo successore Augusto Tamburini.
Come già accennato nel 1920 le Scuole di Malattie Mentali e Nervose si fusero fra loro per diventare un'unica scuola per decreto del Ministero, ma prima di allora le due erano nettamente separate. Derivata dalla fusione delle due discipline, la Clinica delle Malattie Nervose e Mentali si trasferisce definitivamente, anche per la parte neurologica che si trovava nei locali della Patologia Medica, in viale dell’Università 30 dove si trovano a tutt’oggi la Neurologia e la Psichiatria, con la Scuola di Specializzazione in Psichiatria.
L’insegnamento della disciplina delle Malattie Nervose prende avvio con l’incarico di Ezio Sciamanna alla direzione di Neuropatologia e successivamente la cattedra venne affidata a Giovanni Mingazzini, medico romano che dedicò gran parte della sua vita allo studio dell’anatomia del sistema nervoso.
Il suo insegnamento fu caratterizzato da un approccio prevalentemente clinico, le sue lezioni erano molto seguite ed apprezzate per la sua vivacità e la sua facoltà espressiva tanto che Mingazzini rimase a presiedere la cattedra fino al 1920, anno in cui le cattedre di Malattie Mentali e Nervose si unirono, ruolo che tenne fino al 1927.
Mingazzini può essere considerato il padre della psicologia e della neuropsichiatria infantile, suo è il merito di aver individuato e descritto la demenza precocissima nei bambini, sindrome che il medico Ugo Cerletti afferma di aver sentito nel California Hospital di San Francisco come il "De Sanctis’ disease".
Egli istituì anche il reparto di Neuropsichiatria Infantile, primo in Italia, e ampliò l’organizzazione della struttura. È noto anche per aver fatto conoscere in Italia la sindrome di Down.
Alla morte di De Sanctis nel 1935 fu chiamato a Roma Ugo Cerletti che fu incaricato della Cattedra di Malattie Mentali e Nervose fino al 1948.
Già dal 1933 Cerletti lavorava sull’epilessia, cercando di provocare attacchi convulsivi nei cani e nelle cavie attraverso l’elettrostimolazione. L’idea di Cerletti era che l’epilessia fosse la sindrome complementare della schizofrenia e le convulsioni provocate dall’elettroschock potessero diventare un’efficace terapia. Effettuò centinaia di esperimenti in un macello romano dove i maiali venivano trattati con shock elettrico per renderli più docili prima di ucciderli, Cerletti racconta: ''Queste evidenti prove fecero svanire alla fine tutti i miei dubbi, e senza ulteriori indugi diedi istruzioni alla clinica di intraprendere l’esperimento sull’uomo. Molto probabilmente, se non ci fosse stata questa circostanza fortuita e fortunata del macello l’ECT non sarebbe nato.''
Cerletti applicò per la prima volta l’elettrostimolazione sull’uomo nel 1938, anno in cui al Policlinico Umberto I venne portato dalla polizia un vagabondo che vagava con atteggiamenti vivaci presso la stazione Termini di Roma. Cerletti diagnosticò la schizofrenia e il paziente venne sottoposto a 12 cicli di terapia prima di essere dimesso con un notevole miglioramento dei sintomi schizofrenici. Cerletti comunicò il resoconto del caso all’Accademia Medica Romana ed in breve tempo la nuova terapia sostituì gli approcci tradizionali.
A Ugo Cerletti successe alla cattedra Mario Gozzano, laureato in medicina a Torino nel 1922, egli fu l’ultimo docente della Scuola di Malattie Mentali e Nervose prima che i due insegnamenti vennero nuovamente autonomizzati.

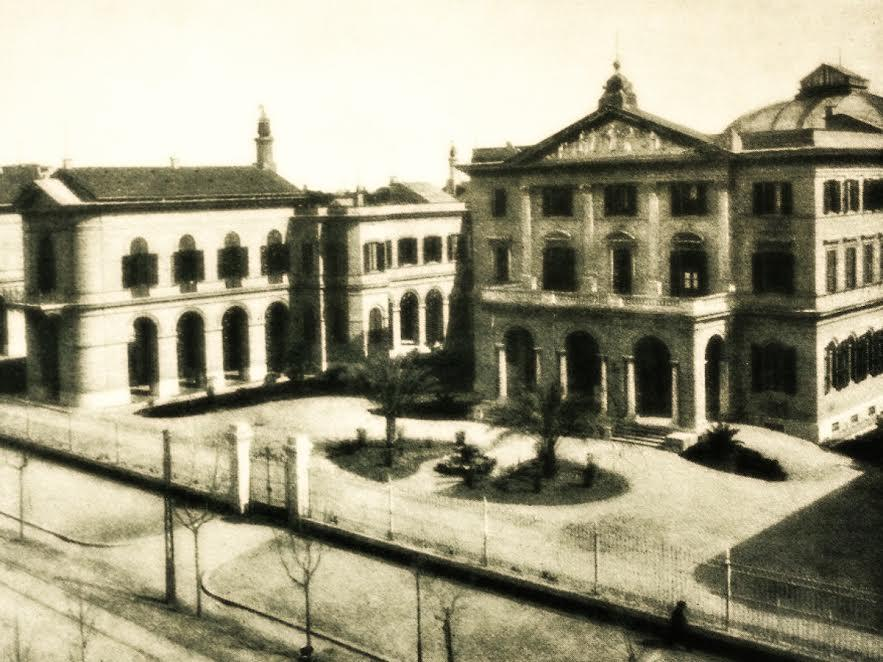

### Fisiologia
L’istituto di Fisiologia dell’Università di Roma “La Sapienza” ha sede in uno dei primi edifici costruiti all’interno della città universitaria.
L’insegnamento della fisiologia risale al 1824, anno della riforma universitaria voluta da Leone XII ed è impartito con lezioni maggiormente teoriche.
I primi docenti di fisiologia svolgono le loro lezioni su basi di ipotesi speculative non avendo possibilità di confutare le teorie con dimostrazioni pratiche. La modalità di insegnamento della fisiologia cambia profondamente a partire dal 1870 con l’istituzione dell’Università Regia che vuole tenere il passo con le altre università italiane e straniere. La serie di direttori dell’Istituto di fisiologia che hanno saputo conciliare l’interesse per la ricerca scientifica con quello della politica giungendo a ricoprire importanti incarichi, inizia con Jacob Moleschott.
Jacob Moleschott nacque in Olanda e si forma culturalmente in Germania. Nel 1861 viene chiamato all’Università di Torino dove insegna per diciott’anni, e infine nel 1879 ricopre la cattedra di fisiologia dell’Università la Sapienza. Nonostante l’interesse delle ricerche seguite da Moleschott e la sua notevole capacità oratoria, l’insegnamento della fisiologia non era riuscita ad avere ancora acquisito le caratteristiche di scienza sperimentale.
L'istituto di fisiologia infine dopo aver dato vita al Dipartimento di fisiologia, biofisica e nutrizione, ha contribuito con l’Istituto di farmacologia medica all’istituzione del Dipartimento di fisiologia umana e farmacologia “V. Erspamer”.

## Collegamenti
| È raggiungibile dalla fermata Policlinico | del tram 3 |

| È raggiungibile dalla fermata Policlinico | del tram 19 |